# The Bard's Tale (jeu vidéo, 2004)
The Bard's Tale est un jeu vidéo de type action-RPG créé par InXile Entertainment, et publié par Vivendi Universal Games en 2004. Vivendi a présenté le jeu comme une parodie des jeux vidéo de rôle dotés d'univers fantasy.
The Bard's Tale sort sur PlayStation 2 et Xbox en octobre 2004 aux États-Unis et en mars 2005 en Europe, puis sous Windows en juillet 2005. Le jeu est porté sur Steam en décembre 2009 et a depuis été porté sur plusieurs supports mobiles.
Bien que le jeu reprenne le titre de The Bard's Tale: Tales of the Unknown, jeu sorti par Interplay en 1985, il ne s'agit ni d'une suite, ni d'un remake.

## Histoire
Le protagoniste est un musicien et aventurier sardonique et opportuniste, plus motivé par les plaisirs de la chair que par de nobles buts. Le Barde, qui n'est jamais nommé que par ce surnom, n'est pas intéressé par le fait de sauver le monde, sa motivation se résumant à « l'argent et le sexe. »
Sa quête est racontée en voix off par un homme moqueur et partial qui ne peut pas le supporter, interprété par Tony Jay.
Le Barde (doublé par Cary Elwes), errant dans les Orcades, est recruté par des membres d'une secte dans le but de libérer une princesse nommée Caleigh. À la suite de cela, il se retrouve attaqué par un assortiment de fanatiques issus d'un culte druidique, envoyés pour le tuer par un être nommé Fionnaoch.

## Accueil
- Edge : 7/10 (PS2/XB)[1]
- Electronic Gaming Monthly : 7,17/10 (PS2/XB)[2]
- Eurogamer : 6/10 (XB)[3]
- Game Informer : 8,25/10 (PS2/XB)[4]
- GamePro : 4/5 (PS2)[5]
- Game Revolution : C- (PS2/XB)[6]
- GameSpot : 6,7/10 (PC/PS2/XB)[7]
- GameSpy : 4/5 (PS2/XB)[8]
- GameZone :  8,6/10 (PS2)[9] - 8,3/10 (XB)[10]
- IGN : 8,2/10 (PS2/XB)[11]
- Jeuxvideo.com : 14/20 (PS2/XB)[12] - 14/20 (PC)[13]
- PC Gamer US : 81 % (PC)[14]
- Pocket Gamer : 8/10 (iOS)[15]
- TouchArcade : 4/5 (iOS)[16]